# Imparfinis mirini
Imparfinis mirini är en fiskart som beskrevs av Haseman, 1911. Imparfinis mirini ingår i släktet Imparfinis och familjen Heptapteridae. Inga underarter finns listade i Catalogue of Life.